# Regeringen Lars Løkke Rasmussen I
Regeringen Lars Løkke Rasmussen I var Danmarks regering mellan 5 april 2009 och 3 oktober 2011. Den leddes av Danmarks statsminister Lars Løkke Rasmussen och tillträdde sedan denne efterträtt Anders Fogh Rasmussen som samtidigt utnämndes till generalsekreterare för NATO. I regeringen ingick representanter för de borgerliga koalitionspartierna Venstre och Konservative Folkeparti. Den var en minoritetsregering och hade parlamentariskt stöd av Dansk Folkeparti.

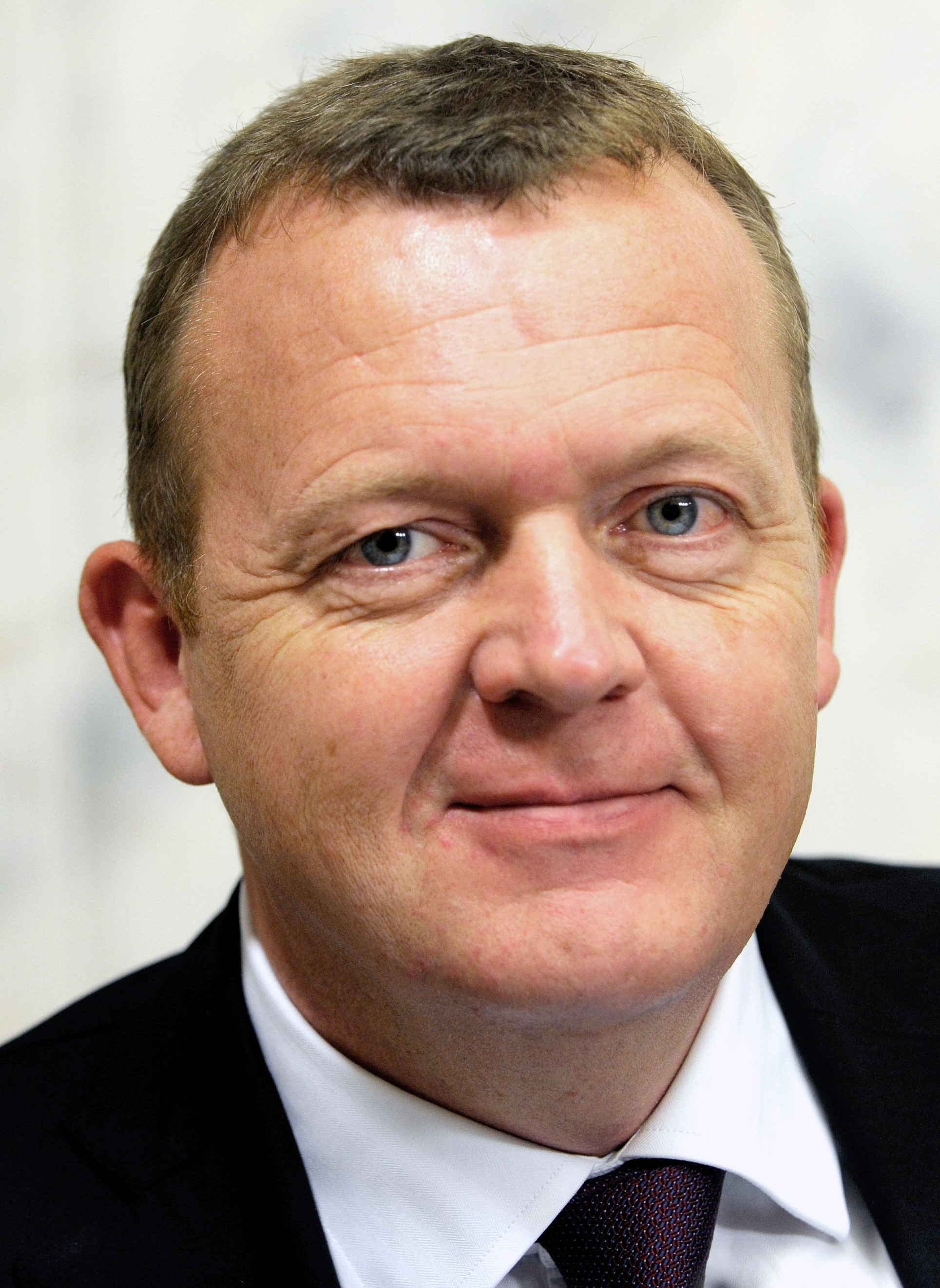
Lars Løkke Rasmussen 2009.

Lars Løkke Rasmussen var tidigare finansminister i Anders Fogh Rasmussens regering och efterträddes på denna post av Claus Hjort Frederiksen. Den 23 februari 2010 tillkännagav Rasmussen en större regeringsombildning där flertalet ministrar berördes, bland annat utnämndes den mångårige utrikesministern Per Stig Møller till kulturminister och ersattes på sin tidigare post av vice statsminister Lene Espersen. Även den 8 mars 2011 skedde en regeringsombildning, denna gång betydligt mindre.

## Regeringens sammansättning
Vissa ministrar hade två portföljer samtidigt och vissa hade innehaft samma portfölj i den tidigare regeringen under Anders Fogh Rasmussen, vilket framgick av noteringen för tillträdet.
| Ämbete                                           | Minister | Minister                | Tillträdde        | Avgick           | Parti           |
| ------------------------------------------------ | -------- | ----------------------- | ----------------- | ---------------- | --------------- |
| Statsminister                                    |          | Lars Løkke Rasmussen    | 5 april 2009      | 3 oktober 2011   | Venstre         |
| Utrikesminister                                  |          | Per Stig Møller         | 27 november 2001  | 23 februari 2010 | De Konservative |
| Utrikesminister                                  |          | Lene Espersen           | 23 februari 2010  | 3 oktober 2011   | De Konservative |
| Finansminister                                   |          | Claus Hjort Frederiksen | 7 april 2009      | 3 oktober 2011   | Venstre         |
| Justitieminister                                 |          | Brian Mikkelsen         | 10 september 2008 | 23 februari 2010 | De Konservative |
| Justitieminister                                 |          | Lars Barfoed            | 23 februari 2010  | 3 oktober 2011   | De Konservative |
| Försvarsminister                                 |          | Søren Gade              | 24 april 2004     | 23 februari 2010 | Venstre         |
| Försvarsminister                                 |          | Gitte Lillelund Bech    | 23 februari 2010  | 3 oktober 2011   | Venstre         |
| Kulturminister                                   |          | Carina Christensen      | 10 september 2008 | 23 februari 2010 | De Konservative |
| Kulturminister                                   |          | Per Stig Møller         | 23 februari 2010  | 3 oktober 2011   | De Konservative |
| Inrikesminister                                  |          | Karen Ellemann          | 7 april 2009      | 23 februari 2010 | Venstre         |
| Inrikesminister                                  |          | Bertel Haarder          | 23 februari 2010  | 3 oktober 2011   | Venstre         |
| Skatteminister                                   |          | Kristian Jensen         | 2 augusti 2004    | 23 februari 2010 | Venstre         |
| Skatteminister                                   |          | Troels Lund Poulsen     | 23 februari 2010  | 8 mars 2011      | Venstre         |
| Skatteminister                                   |          | Peter Christensen       | 8 mars 2010       | 3 oktober 2011   | Venstre         |
| Ekonomi- och näringsminister                     |          | Lene Espersen           | 10 september 2008 | 23 februari 2010 | De Konservative |
| Ekonomi- och näringsminister                     |          | Brian Mikkelsen         | 23 februari 2010  | 3 oktober 2011   | De Konservative |
| Minister för nordiskt samarbete                  |          | Bertel Haarder          | 23 november 2007  | 3 oktober 2011   | Venstre         |
| Jordbruksminister                                |          | Eva Kjer Hansen         | 12 september 2007 | 23 februari 2010 | Venstre         |
| Jordbruksminister                                |          | Henrik Høegh            | 23 februari 2010  | 3 oktober 2011   | Venstre         |
| Arbetsmarknadsminister                           |          | Inger Støjberg          | 7 april 2009      | 3 oktober 2011   | Venstre         |
| Minister för vetenskap, teknologi och utveckling |          | Helge Sander            | 27 november 2001  | 23 februari 2010 | Venstre         |
| Minister för vetenskap, teknologi och utveckling |          | Charlotte Sahl-Madsen   | 23 februari 2010  | 3 oktober 2011   | De Konservative |
| Utbildningsminister                              |          | Bertel Haarder          | 18 februari 2005  | 23 februari 2010 | Venstre         |
| Utbildningsminister                              |          | Tina Nedergaard         | 23 februari 2010  | 8 mars 2011      | Venstre         |
| Utbildningsminister                              |          | Troels Lund Poulsen     | 8 mars 2011       | 3 oktober 2011   | Venstre         |
| Ecklesiastikminister                             |          | Birthe Rønn Hornbech    | 23 november 2007  | 8 mars 2011      | Venstre         |
| Ecklesiastikminister                             |          | Per Stig Møller         | 8 mars 2010       | 3 oktober 2011   | De Konservative |
| Biståndsminister                                 |          | Ulla Tørnæs             | 18 februari 2005  | 23 februari 2010 | Venstre         |
| Biståndsminister                                 |          | Søren Pind              | 23 februari 2010  | 3 oktober 2011   | Venstre         |
| Socialminister                                   |          | Karen Ellemann          | 7 april 2009      | 23 februari 2010 | Venstre         |
| Socialminister                                   |          | Benedikte Kiær          | 23 februari 2010  | 3 oktober 2011   | De Konservative |
| Jämställdhetsminister                            |          | Inger Støjberg          | 7 april 2009      | 23 februari 2010 | Venstre         |
| Jämställdhetsminister                            |          | Lykke Friis             | 23 februari 2010  | 3 oktober 2011   | Venstre         |
| Klimat- och energiminister                       |          | Connie Hedegaard        | 23 november 2007  | 24 november 2009 | De Konservative |
| Klimat- och energiminister                       |          | Lykke Friis             | 24 november 2009  | 3 oktober 2011   | Venstre         |
| Transportminister                                |          | Lars Barfoed            | 10 september 2008 | 23 februari 2010 | De Konservative |
| Transportminister                                |          | Hans Christian Schmidt  | 23 februari 2010  | 3 oktober 2011   | Venstre         |
| Hälsominister                                    |          | Jakob Axel Nielsen      | 23 november 2007  | 23 februari 2010 | De Konservative |
| Hälsominister                                    |          | Bertel Haarder          | 23 februari 2010  | 3 oktober 2011   | Venstre         |
| Integrationsminister                             |          | Birthe Rønn Hornbech    | 23 november 2007  | 8 mars 2011      | Venstre         |
| Integrationsminister                             |          | Søren Pind              | 8 mars 2011       | 3 oktober 2011   | Venstre         |
| Miljöminister                                    |          | Troels Lund Poulsen     | 23 november 2007  | 23 februari 2010 | Venstre         |
| Miljöminister                                    |          | Karen Ellemann          | 23 februari 2010  | 3 oktober 2011   | Venstre         |